# Кандакюля
Кандакю́ля (фин. Kantokylä) — деревня в Клопицком сельском поселении Волосовского района Ленинградской области.

## История
Деревня Кандакюля, состоящая из 21 крестьянского двора, упоминается на карте Санкт-Петербургской губернии Ф. Ф. Шуберта 1834 года.

КАНДАКУЛИ — деревня принадлежит тайной советнице баронессе Икскуль, число жителей по ревизии: 43 м. п., 43 ж. п. (1838 год)

На карте Ф. Ф. Шуберта 1844 года она обозначена как деревня Кондакюля, состоящая из 21 крестьянского двора.
На этнографической карте Санкт-Петербургской губернии П. И. Кёппена 1849 года она обозначена как деревня «Kandakylä», расположенная в ареале расселения савакотов. В пояснительном тексте к этнографической карте она записана как деревня Kandokylä (Кандакули) и указано количество её жителей на 1848 год: савакотов — 41 м. п., 37 ж. п., всего 78 человек.

КАНДАКУЛИ — деревня барона Корфа, по просёлочной дороге, число дворов — 18, число душ — 41 м. п. (1856 год)

Согласно «Топографической карте частей Санкт-Петербургской и Выборгской губерний» 1860 года деревня Кандакюля состояла из 20 крестьянских дворов.

КАНДАКЮЛИ — деревня владельческая при колодце, по левую сторону Нарвского шоссе в 49 верстах от Петергофа, число дворов — 16, число жителей: 45 м. п., 48 ж. п. (1862 год)

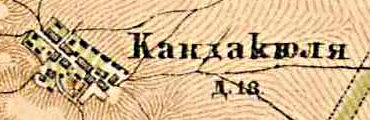
План деревни Кандакюля. 1885 год

Согласно «Карте окрестностей Санкт-Петербурга» в 1885 году деревня Кандакюля состояла из 18 крестьянских дворов.
В конце XIX века деревня административно относилась к Витинской волости 1-го стана Петергофского уезда Санкт-Петербургской губернии, в начале XX века — 2-го стана. Население деревни было однородным — финским.
К 1913 году количество дворов в деревне увеличилось до 21.
Согласно данным переписи населения СССР 1926 года в деревне Кандикюля Каськовского сельсовета Бегуницкой волости Троцкого уезда проживали 97 человек, все финны.

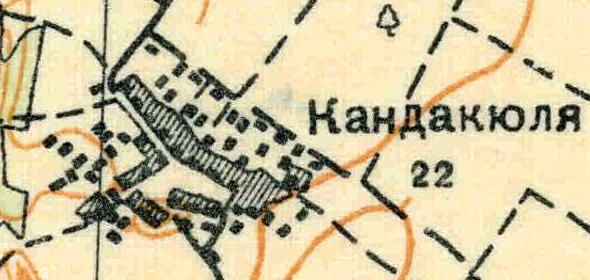
План деревни Кандакюля. 1931 год

Согласно топографической карте 1931 года деревня насчитывала 22 двора.
По данным 1933 года деревня Кандакюля входила в состав Тешковского сельсовета Волосовского района.
Деревня была освобождена от немецко-фашистских оккупантов 26 января 1944 года.
По данным 1966 и 1973 годов деревня Кандакюля находилась в составе Каськовского сельсовета.
По административным данным 1990 года деревня Кандакюля входила в состав Клопицкого сельсовета.
В 1997 году в деревне Кандакюля проживал 21 человек, деревня входила в Клопицкую волость, в 2002 году — 18 человек (русские — 56 %, финны — 44 %), в 2007 году — 17 человек.

## География
Деревня расположена в северо-восточной части района на автодороге 41К-044 (Каськово — Ольхово).
Расстояние до административного центра поселения — 5,5 км.
Расстояние до ближайшей железнодорожной станции Волосово — 27 км.

## Демография
| 1838 | 1848 | 1862 | 1997 | 2002 | 2007 | 2010 |
| ---- | ---- | ---- | ---- | ---- | ---- | ---- |
| 86   | ↘78  | ↗93  | ↘21  | ↘18  | ↘17  | →17  |
| 2017 |      |      |      |      |      |      |
| ↘13  |      |      |      |      |      |      |

### Национальный состав
Согласно данным Всероссийской переписи населения 2021 года в деревне проживали 20 человек, из них:
 русские — 19, финны — 1 человек.